# 斉藤玄
齋藤 玄（さいとう けん
1956年福岡県生まれ ）
日本の建築家、イラストレーター、エッセイイスト
浅井謙建築研究所副社長
1980年九州大学工学部建築学科卒業
1980年日本電信電話公社建築局入社
2004年NTTファシリティーズ第一設計総括部長を経て浅井謙建築研究所入所
主な建築作品
伊江島フェリーターミナル・ホール:沖縄県伊江村
そよ風ホール:福岡県久留米市
ＭＪホール:宮崎県都城市
Ｓ-ＧＡＴＥ赤坂山王:東京都
ホテルコレクティブ:沖縄県那覇市国際通り
KAYA 京都 二条城 BWシグネチャーコレクション:京都市大文字町
著書
建築家のメモ:彰国社
おじさんモノ申す:玄おじさんのペンネームでシティリビングエッセイ21年間担当

## 略歴
1980年、九州大学工学部卒業後、日本電信電話公社に入社。1999年にNTTファシリティーズ西日本事務所長。2004年から、同社設計部長。
代表作に田主丸複合文化施設（プロポーザル最優秀）、都城市複合文化ホール（プロポーザル最優秀）、沖縄・伊江島はにくすに、など。